# 厚头犀孔鲷
厚头犀孔鲷（学名：Poromitra crassiceps）为輻鰭魚綱奇鯛目大鱗鲷科犀孔鲷属的鱼类，俗名犀孔头鲷。

## 分布
本魚分布于西太平洋和大西洋热带以及琉球海沟等。

## 深度
水深164至2730公尺。

## 特徵
本魚體延長粗壯，頭大且不具稜角、硬棘，眼大，尾部的分岔很淺；胸鰭長長度超過頭部。體呈黑色，鰓條骨8根。在身體與鰓蓋上的鱗片大部份不見，背鰭硬棘3枚；背鰭軟條12至13枚；臀鰭硬棘1枚；臀鰭軟條9至10枚；脊椎骨27至29枚，體長可達14.8公分。

## 經濟利用
不具任何經濟價值。

## 扩展阅读
維基物種上的相關：厚头犀孔鲷